# Elezione del Presidente della Repubblica Federale di Somalia del 2022
L'elezione del Presidente della Repubblica Federale di Somalia del 2022 ha avuto luogo il 15 maggio; inizialmente prevista per il febbraio 2021, è stata in più occasioni rinviata.
Il terzo scrutinio ha visto la vittoria di Hassan Sheikh Mohamud, già presidente dal 2012 al 2017.

## Risultati

### Primo scrutinio
| Candidato                         | Voti |
| --------------------------------- | ---- |
| Said Abdullahi Dani               | 65   |
| Mohamed Abdullahi Mohamed Farmajo | 59   |
| Hassan Sheikh Mohamud             | 52   |
| Hassan Ali Khayre                 | 47   |
| Sharif Sheikh Ahmed               | 39   |
| Totale                            | 262  |

### Secondo scrutinio
| Candidato                         | Voti |
| --------------------------------- | ---- |
| Hassan Sheikh Mohamud             | 110  |
| Mohamed Abdullahi Mohamed Farmajo | 83   |
| Said Abdullahi Dani               | 67   |
| Hassan Ali Khayre                 | 63   |
| Totale                            | 323  |

### Terzo scrutinio
| Candidato                         | Voti |
| --------------------------------- | ---- |
| Hassan Sheikh Mohamud             |      |
| Mohamed Abdullahi Mohamed Farmajo |      |
| Totale                            |      |